# Счастье быть женщиной
Счастье быть женщиной (итал. Fortuna di essere donna) — итальянский комедийный фильм режиссера Алессандро Блазетти, который вышел в 1956 году.
Для актеров Софи Лорен и Марчелло Мастрояни этот фильм стал второй совместной работой. Можно сказать, что Алессандро Блазетти создал одну из культовых для итальянского кинематографа пар.
Режиссеру было важно показать различие между миром аристократии и простых людей рабочего класса в послевоенное время. Данная тема-лейтмотив для Алессандро Блазетти, который прослеживается в большинстве его работ, например в картине Четыре шага в облаках.
В фильме ярко показан быт 50-х годов в Италии, ощущаются отголоски жанра «кинематограф белых телефонов». Поскольку Блазетти считается «отцом-основателем итальянского кинематографа», во многих работах, особенно послевоенных, он одним из первых применяет некоторые особенности жанра Итальянский неореализм. Это выражается в точной передаче деталей повседневной жизни, рутины людей, в живости диалогов.

## Сюжет
Антониетта Фаллари в исполнении Софи Лорен работает в галантерейном магазине своей матери и помолвлена с адвокатом Федерико. Но она мечтает об успехе и лучшей жизни. Однажды судьба предоставляет ей случай, способный помочь осуществить мечту. Коррадо (Мастроянни, Марчелло), фотограф скандального издательства, проезжая мимо Антониетты на улице, успевает запечатлеть, как она поправляет чулок, приподняв подол юбки. Впоследствии фотография была растиражирована на обложке журнала, обеспечив ему огромный успех. Жених Антониетты адвокат Федерико хочет возбудить дело о возмещении морального ущерба, но Антониетта, более хитрая и находчивая, чем он, решает использовать этот случай с фотографом иным способом. При помощи Коррадо она хочет познакомиться с влиятельными людьми из мира моды и шоу-бизнеса. Жизнь девушки кардинально меняется: Антониетта бросает своего жениха, приводит в порядок фигуру, благодаря строгой диете, и просит Коррадо сотрудничать с ней. Они делают серию полуобнаженных фотографий, где она прикрыта только полотенцем или позирует в купальнике посреди римских развалин. Коррадо знакомит Антониетту со своим соседом графом Сеннетти (Буайе, Шарль) — галантным аристократом средних лет. Благодаря своему статусу и нужным знакомствам он может наконец помочь девушке достичь её цели.
Следуя инструкциям графа Антониетта учится посещать мероприятия высшего общества и вести себя как значимая особа, потому что «деньги приходят лишь к тем, у кого они уже есть». Таким образом она почти мгновенно получает киноконтракт. Антониетта хочет увенчать свои амбиции замужеством с графом, но узнает, что у него уже есть жена, и эта женщина знает, как заставить себя уважать. В конце концов, Антониетта оказывается разочарованной в происходящем и ссорится с Коррадо. Во время ссоры девушка мгновенно теряет заученные хорошие манеры и дает волю своему истинному характеру. Однако именно поэтому они оба осознают, что влюблены друг в друга и решают пожениться.

## В ролях
Софи Лорен — Антониетта Фаллари (главная героиня)
Марчелло Мастрояни — Коррадо Бетти (фотограф)
Шарль Буайе — граф Грегорио Сенетти
Элиза Чегани — Елена Сенетти
Титина Де Филиппо — мать Антониетты
Нино Безоци — Паоло Маньяно
Джустино Дурано — Федерико Фроттa

## Съёмочная группа
режиссер — Алессандро Блазетти
продюсер — Рэймонд Александр
сценарист — Сузо Чекки Д'Амико
сценарист — Сандро Континенца
сценарист — Эннио Флайяно
сценарист — Алессандро Блазетти
оператор — Отелло Мартелли
композитор — Алессандро Чиконьини
художник-постановщик — Дарио Чекки
художник по костюмам — Ориетта Насалли-Рокка
художник по костюмам — Дитта Шуберт
художник по декорациям — Массимилиано Каприччьоли
монтажер — Марио Серандреи

## Производство
Documento
 Le Louvre Film